# Sailhorse
Die Sailhorse (in den ersten Jahren „Seahorse“) ist ein offener Hubkieler für eine Besatzung von bis zu fünf Personen.

## Geschichte

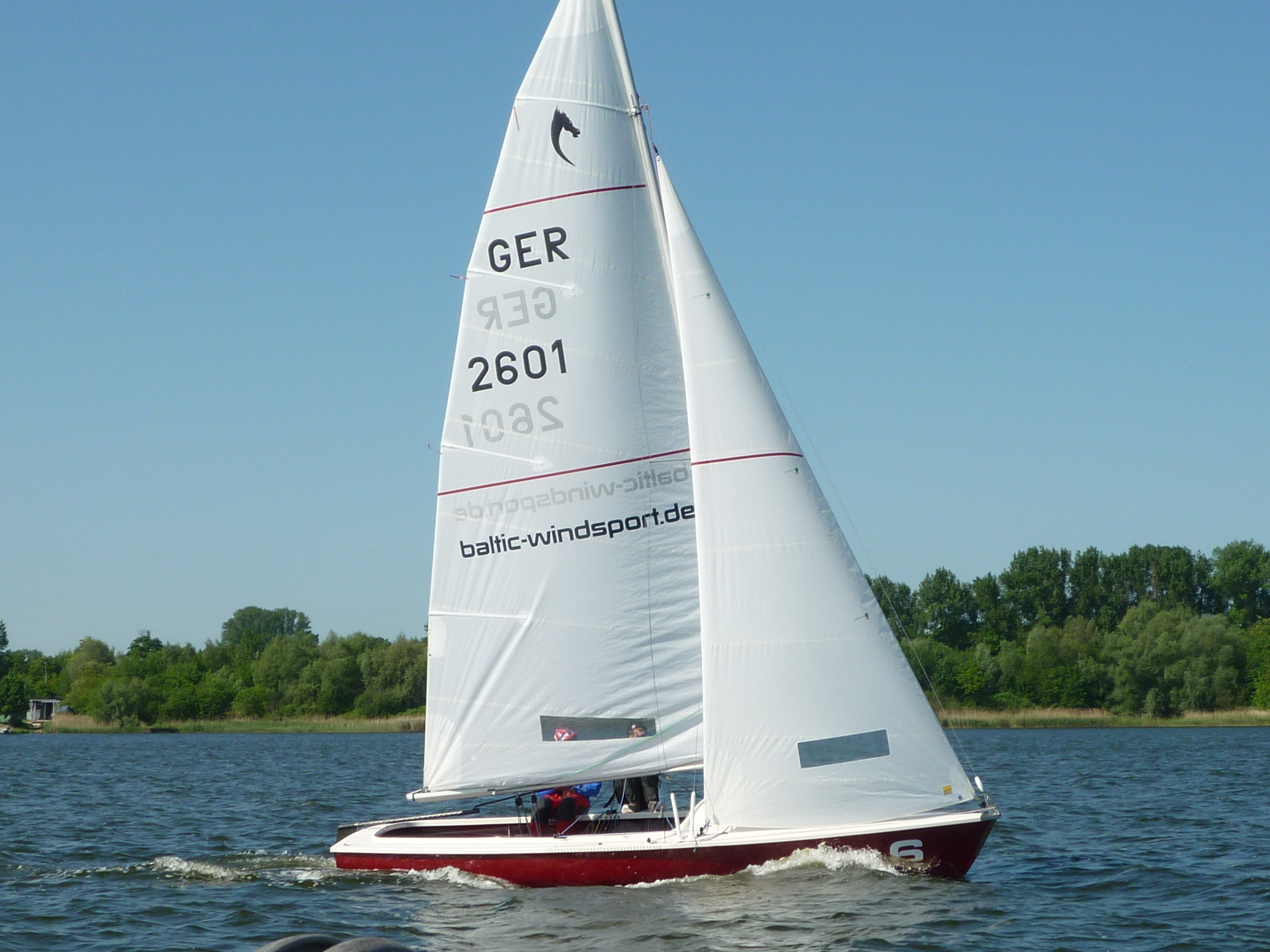
Sailhorse der neuen Baureihe auf der Warnow in Rostock

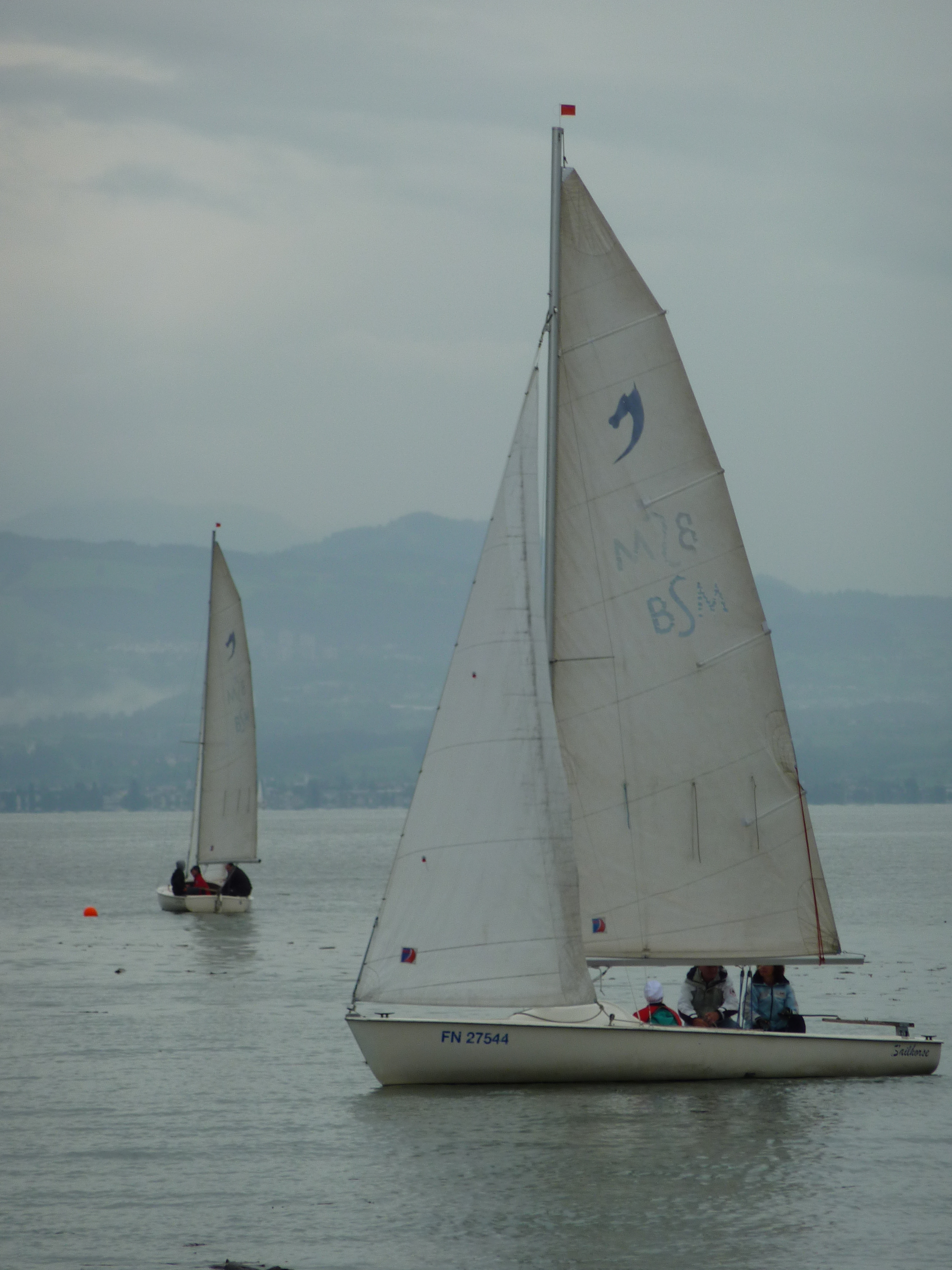
Zwei Sailhorse-Jollen auf dem Bodensee

Die Sailhorse wird seit 1967 gebaut, Konstrukteur war Tom Manders aus den Niederlanden. Die ersten 349 Boote hießen noch Seahorse und hatten einen kürzeren, weiter vorn angebrachten Kiel. Diese „luvgierige“ Version mit PU-Schaumfüllung, der die Unsinkbarkeit des Bootes garantieren soll, baute Seahorse bv noch bis Ende 1972. Solch ein ausgeschäumter Rumpf kann sich im Laufe der Jahre mit Wasser vollsaugen, was durch Wiegen festgestellt werden kann.
1973 und 1974 produzierte die „Seahorse Yachtenbouwmaatschappij“ die Rümpfe mit den Nummern 350 bis 999. 1974 und 1975 wurden die Nummern 1001 bis 1449 von „Sailhorse Jachtenbouwmaatschappij“ mit dem Bayer-Depot-Verfahren produziert. Zwischen 1975 und 1979 wurden sie dann von Cather Friesland bv mit dem Bayer-Depot-Verfahren für den Rumpf und „Hand-lay-up“ für das Deck produziert.
Von 1980 bis 1985 übernahm die Bootswerft Vlieger (NL) die Produktion und baute ab der Segelnummer 2349 Luftkammern im Rumpf ein. Vlieger baute etwa 150 Boote. Seit 1990 wird die Sailhorse von Polybouw produziert und von De Kloet (NL) ab der Nummer 2500 bis zu Nummer 2599 vertreten.
Ab 2012 und ab Rumpfnummer 2600 wurde der Sailhorse-Rumpf (Typ G) komplett neu entwickelt und mit neuen Formen versorgt. Der Hersteller ist noch immer Polybouw auf Texel und die Händler sind Baltic Windsport (D, Rostock) und P.A. Sailsport (NL).

## Konstruktion und Segeleigenschaften
Die schaumlosen Boote haben eine Länge und Breite von 6 m × 2 m und sind ohne Gummikante gebaut. Wegen seines Hubkiels ist das Sailhorse leicht trailerbar und erlangt durch den 185 kg schweren Bombenkiel ein hohes aufrichtendes Moment. Mit seinem nach achtern immer flacher werdenden Unterwasserschiff kann das Boot raumschots sogar ins Gleiten gelangen. Das flache Achterschiff verlangt am Wind aber ein aufrechtes Segeln. Durch die Genua und den Spinnaker sowie eine Trapezeinrichtung ist das Boot auch regattatauglich.